# Ди Чезаре, Марко
Марко Дженаро Ди Чезаре (исп. Marco Genaro Di Cesare; род. 30 января 2002, Мендоса) — аргентинский футболист, защитник клуба «Расинг» (Авельянеда). Участник Олимпийских игр 2024 в Париже.

## Клубная карьера
Ди Чезаре — воспитанник клубов «Андес Таллерс» и «Архентинос Хуниорс». 23 ноября 2020 года в матче против «Сан-Лоренсо» он дебютировал в аргентинской Примере в составе последних. 21 августа 2023 года в поединке против «Ривер Плейт» Марко забил свой первый гол за «Архентинос Хуниорс». В начале 2024 года Ди Чезаре перешёл в «Расинг» из Авельянеды. 30 марта в матче против «Сентраль Кордова» он дебютировал за новую команду. 

## Международная карьера
В 2024 году Ди Чезаре в составе олимпийской сборной Аргентины принял участие в Олимпийских играх в Париже. На турнире он сыграл в матчах против команд Марокко,  Ирака,  Украины и Франции.